# 安芸国
安芸国（あきのくに、旧字体：安藝國）は、かつて日本の地方行政区分だった令制国の一つ。山陽道に属する。芸州（げいしゅう）とも。

## 「安芸」の名称
安芸（安藝）は古くは「阿岐」と書いた。『古事記』には「阿岐国」と記載されている。スサノオノミコトの拠点は出雲国、安来（現；山陰、島根県）の地であり歴史的に混同されることが多かった。

## 領域
明治維新の直前の領域は、広島県広島市、呉市、竹原市、大竹市、廿日市市、安芸高田市、江田島市、安芸郡、豊田郡の全域および三原市の一部（概ね和田浜町、和田、宗郷、新倉、新倉町、沼田町、高坂町許山、久井町土取、久井町山中野、久井町小林、大和町大草、大和町大具、大和町椋梨、大和町下草井以西）、尾道市の一部（瀬戸田町各町・因島洲江町・因島原町）、三次市の一部（秋町・粟屋町）、東広島市の大部分（豊栄町飯田・豊栄町吉原を除く）、山県郡の大部分（北広島町西八幡原の一部を除く）にあたる。

## 沿革
7世紀に阿岐国造の領域に安芸国が設置された。

### 近世以降の沿革
- 「旧高旧領取調帳」の記載によると、明治初年時点では全域が安芸広島藩領であった（522村・313,164石余）。蔵米3万石を安芸広島新田藩に分知していたが、封地は定めず。
  - 沼田郡（42村・25,941石余）、安芸郡（48村・38,327石余）、佐伯郡（85村・39,307石余）、山県郡（74村・31,639石余）、高田郡（59村・43,836石余）、高宮郡（36村・17,923石余）、賀茂郡（90村・57,557石余）、豊田郡（88村・58,630石余）
- 明治2年12月26日（1870年1月27日） - 広島新田藩が広島藩に編入。
- 明治4年7月14日（1871年8月29日） - 廃藩置県により広島県の管轄となる。

## 国内の施設

### 国府

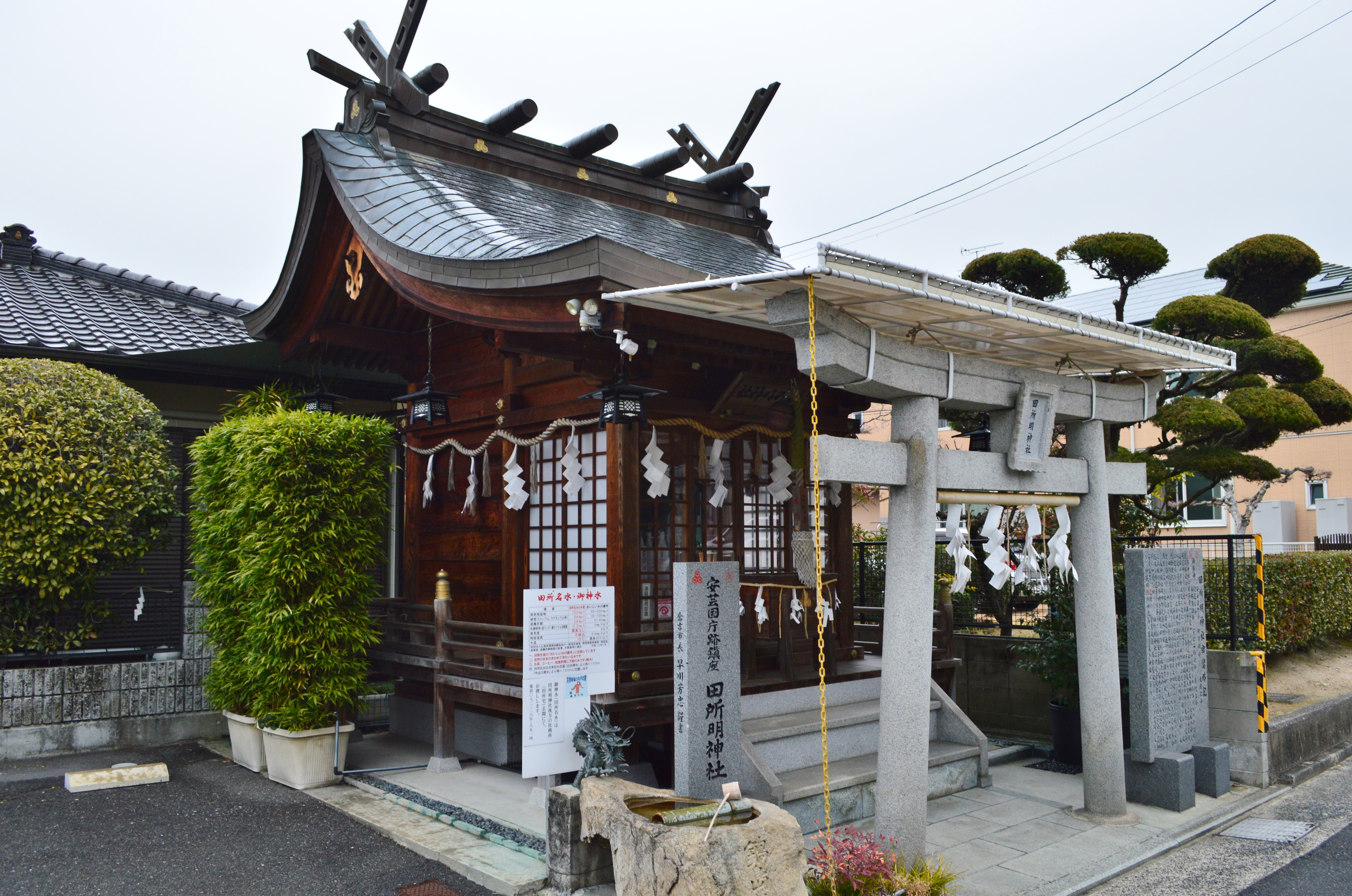
伝安芸国庁跡の田所明神社
（広島県府中町）

平安時代編纂の倭名類聚抄によれば国府は安芸郡にあった。遺跡は見つかっておらず、正確な位置は不明である。現在の安芸郡府中町と推定される。また、国分寺が作られた東広島市西条に求める説もある。

### 国分寺・国分尼寺
安芸国分寺
広島県東広島市西条町吉行。

### 神社
延喜式内社
『延喜式神名帳』には、以下に示す大社3座3社が記載されている。小社はない。大社3社は、全て名神大社である。
- 佐伯郡 速谷神社（廿日市市）
- 佐伯郡 伊都伎島神社（現 厳島神社、廿日市市宮島町）
- 安芸郡 多家神社（安芸郡府中町）

総社・一宮以下
- 総社：多家神社に合祀。
- 一宮：厳島神社
- 二宮：速谷神社

## 地域

### 郡
- 沼田郡 - 「ぬたぐん」と読む。鎌倉期までに豊田郡に編入され消滅した。寛文4年（1664年）に佐東郡を改称した近世沼田郡（こちらは「ぬまたぐん」と読む）とは領域が異なり、現在の東広島市東部や三原市西部などが該当。全7郷。
- 賀茂郡 - 現在の東広島市中部など。1956年（昭和31年）に豊田郡と所属市町村を調整。全9郷。
- 安芸郡 - 現在の安芸郡や呉市西部など。鎌倉期までに安北郡と安南郡に分割され、江戸期に安南郡を再改称した。全11郷。
- 佐伯郡 - 現在の広島市南西部や廿日市市など。鎌倉期までに佐東郡と佐西郡に分割され、寛文4年（1664年）に佐西郡を再改称。全12郷。
- 山県郡 - 現在の山県郡とほぼ同じ。全8郷。
- 高宮郡 - 鎌倉期までに高田郡に編入。江戸期に安北郡を改称した近世の高宮郡とは領域が異なる。現在の安芸高田市高宮町・甲田町・美土里町などは古代高宮郡の領域であったとされる。全6郷。
- 高田郡 - 現在の安芸高田市西部など。後に高宮郡と統合・再編される。全7郷。
- 豊田郡 - はじめは「沙田郡」（ますたぐん）と表記。中世までに改称された。芸予諸島のうち広島県に属する部分の多くは豊田郡。全6郷。

### 江戸時代の藩
- 広島藩、福島家（49.8万石）→浅野家（42.6万石）
- 広島新田藩（広島藩支藩、3万石）

## 人物

### 国司

#### 安芸守
- 忍海人成：養老4年（720年）任官
- 坂上苅田麻呂：宝亀2年（771年）任官
- 藤原園人：延暦4年（785年）任官
- 藤原伊勢人：大同元年（806年）任官
- 豊前王：承和14年（847年）任官
- 紀綱雄：嘉祥元年（848年）任官
- 橘真直：嘉祥2年（849年）任官
- 橘貞根：嘉祥3年（850年）任官
- 清原瀧雄：斉衡3年（856年）任官
- 百済安宗：天安2年（858年）任官
- 大和吉直：天安2年（858年）任官
- 藤原関主：貞観3年（861年）任官
- 基兄王：貞観7年（865年）任官
- 藤原興世：貞観11年（869年）任官
- 橘岑守：貞観11年（869年）任官
- 安倍肱主：仁和2年（886年）任官
- 伴忠行：昌泰2年（899年）任官
- 紀宣明
- 源頼清：長元4年（1031年）任官
- 源有光：康平5年（1062年）頃
- 平清盛：久安2年（1146年）任官
- 平経盛：保元元年（1156年）任官
- 平頼盛：保元元年（1156年）任官
- 源季遠
- 佐伯景弘：寿永元年（1182年）任官

#### 安芸介
- 百済河成：承和13年（846年）任官

### 守護

#### 鎌倉幕府
- 1189年 - ? : 武田信光[2]
- 1196年[2] - 1221年 : 宗孝親
- 1231年 - ? : 武田信光
- 1235年[3] - ? : 藤原親実
- 1270年 - 1276年 : 武田信時
- 1293年 - ? : 名越宗長

#### 室町幕府
- 1335年 - 1345年 : 武田信武
- 1345年 - 1368年 : 武田氏信
- 1371年 - 1390年 : 今川貞世
- 1392年 - 1394年 : 細川頼元
- 1394年 - 1400年 : 渋川満頼
- 1404年 - 1406年 : 山名満氏
- 1406年 - 1411年 : 山名熙重
- 1418年 - 1419年 : 山名教孝
- 1429年 - 1433年 : 山名時熙
- 1433年 - 1454年 : 山名持豊
- 1454年 - ? : 山名教豊
- 1462年 - 1475年 : 山名是豊
- 1475年 - ? : 山名政豊
- 1507年 - 1528年 : 大内義興
- 1528年 - 1551年 : 大内義隆
- 1560年 - 1563年 : 毛利隆元

### 戦国大名
- 安芸武田氏
- 毛利氏
- 吉川氏
- 小早川氏

### 武家官位としての安芸守

#### 江戸時代以前
- 足利安芸守
- 石川盛義
- 加地春綱
- 北条高広
- 黒川晴氏
- 小早川弘景
- 小早川弘平
- 小早川盛景
- 宍戸隆家
- 諏訪頼満
- 諏訪時継
- 武田信賢：安芸分群守護
- 武田光和：安芸武田家当主
- 仁科盛能
- 毛利季光（安芸介）

#### 江戸時代
- 安芸広島藩主
  - 浅野光晟：第2代藩主
  - 浅野綱長：第4代藩主
  - 浅野吉長：第5代藩主
  - 浅野宗恒：第6代藩主
  - 浅野重晟：第7代藩主
  - 浅野斉賢：第8代藩主
  - 浅野斉粛：第9代藩主
  - 浅野慶熾：第10代藩主
  - 浅野長訓：第11代藩主
  - 浅野長勲：第12代藩主
- その他
  - 大久保忠増：相模小田原藩第2代藩主・老中
  - 大久保忠真：小田原藩第7代藩主・老中
  - 酒井忠一：安房勝山藩第8代藩主
  - 諏訪忠虎：信濃諏訪藩第4代藩主
  - 諏訪忠厚：諏訪藩第6代藩主
  - 本庄道貫：美濃高富藩第9代藩主
  - 松平資俊：常陸笠間藩第2代藩主、遠江浜松藩初代藩主
  - 森長記：播磨三日月藩第2代藩主
  - 栗本鋤雲：外国奉行

## 安芸国の合戦
- 1517年 : 有田中井手の戦い、毛利元就 × 武田元繁
- 1523年 : 鏡山城の戦い、尼子経久・毛利元就 × 大内氏
- 1540年 - 1541年 : 吉田郡山城の戦い、毛利・大内連合軍（毛利元就、陶晴賢） × 尼子詮久
- 1554年 : 折敷畑の戦い、毛利元就 × 陶晴賢（宮川房長）
- 1555年 : 厳島の戦い、毛利元就 × 陶晴賢
- 1866年 : 芸州口の戦い（長州征討）、長州藩 × 江戸幕府